# Walking Out
Walking Out è un singolo della cantante armena Srbuk, pubblicato il 10 marzo 2019. Il brano è stato scritto da Garik Papoyan.
Il brano è stato selezionato internamente dall'ente radiotelevisivo nazionale ARMTV per rappresentare l'Armenia all'Eurovision Song Contest 2019 a Tel Aviv, in Israele. Qui si è esibita nella seconda semifinale del 16 maggio, ma non si è qualificata per la finale, piazzandosi 16ª su 18 partecipanti con 49 punti totalizzati, di cui 23 dal televoto e 26 dalle giurie.

## Tracce
Download digitale
1. Walking Out – 2:56

Download digitale (Versione pianoforte)
1. Walking Out (Piano Cover) – 4:09

Download digitale (Going Deeper Remix)
1. Walking Out (Going Deeper Remix) – 3:08